# Ludwigita
La ludwigita es un mineral de la clase de los minerales boratos, y dentro de esta pertenece al llamado "grupo de la ludwigita". Fue descubierta en 1874 en Ocna de Fier, en el distrito de Caraș-Severin (Rumanía), siendo nombrada en honor de Ernst Ludwig, químico austriaco. Sinónimos poco usados son: collbranita o magnesioludwigita.

## Características químicas
Es un monoborato de hierro con magnesio. Como el resto de minerales del grupo de la ludwigita, todos ellos boratos de hierro con otro metal.
Es isoestructural con el mineral vonsenita ((Fe2+)2Fe3+O2(BO3)) que cristaliza idéntico; vonsenita con la que forma una serie de solución sólida, en la que la sustitución gradual del magnesio por hierro va dando los distintos minerales de la serie.
Además de los elementos de su fórmula, suele llevar como impureza aluminio, dando la variedad denominada alumoludwigita -por eso antiguamente se denominaba a la que no tiene aluminio magnesioludwigita-.
Puede sufrir alteración transformándose en limonita.

## Formación y yacimientos
Aparece en yacimientos de minerales de metamorfismo de contacto, en la zona de altas temperaturas. Típicamente formado en zonas de dicho metamorfismo con alta proporción de hierro y magnesio.
Suele encontrarse asociado a otros minerales como: szaibelyíta, magnetita, forsterita o diópsido.